# Dianthus
Dianthus L., 1753 è un genere della famiglia delle Cariofillacee, originario delle zone temperate del Globo.

## Etimologia
Il nome scientifico deriva dai termini greci divino ("dios") e fiore ("anthos").

## Descrizione
Il genere comprende piante erbacee o sublegnose, annuali, biennali e perenni, originarie delle zone temperate del globo, di altezza tra i 5 e i 100 cm; hanno fusti angolosi e nodosi, foglie opposte lineari o lanceolate, molli e piane, rigide e caniculate; fiori isolati o geminati a volte a capolini, con calice tubuloso e cilindrico, corolla a 5 petali con una lunga unghia; il frutto è una capsula uniloculare portante numerosissimi semi.

## Tassonomia
Il genere comprende oltre 350 specie
Tra le specie più note citiamo:
- D. caryophyllus, il garofano comune, con innumerevoli varietà a fiore doppio coltivate come annuali o biennali nella coltivazione industriale per la produzione del fiore reciso
- D. barbatus, noto come "garofano dei poeti"
- D. carthusianorum, noto come "garofanino dei Certosini"
- D. chinensis, con fiori a mazzetti all'apice degli steli, con colori bianchi, rosa e rossi.
- D. plumarius, a fioritura primaverile dai colori bianchi e rosa, dall'intenso profumo.
- D. rupicola, il garofano delle rupi
- D. superbus, con i petali riccamente sfrangiati

## Usi
Viene utilizzata come pianta ornamentale perenne nei giardini, o in vaso per terrazzi e appartamenti, dove se le condizioni sono ottimali,  può fiorire per molti anni. Talvolta il fiore reciso viene indossato come ornamento nell'occhiello delle giacche.

## Coltivazione
Il garofano esige esposizione soleggiata, terreno ricco di sostanze organiche e minerali, compatto, calcareo e asciutto.
Si moltiplicano con la semina, per mezzo di talea e per divisione dei cespi.
Le specie annuali vengono seminate in primavera o in cassone nel mese di febbraio, con fioritura dopo 6 mesi.
Le perenni coltivate industrialmente come annuali oltre che con la semina, vengono moltiplicate per talea nel periodo invernale, riparandole con stuoie dal gelo, la fioritura inizia in settembre-ottobre fino alla primavera successiva, in alcune Regioni come la Toscana la fioritura è estiva; mentre nelle zone con inverni gelidi le varietà a fiore grande e stelo rigido, vengono coltivate in vaso in serra; si deve sempre prevedere l'uso di sistemi di sostegno per i deboli steli, con le apposite reti di plastica, per evitare che si spezzino facilmente.

## Avversità
- Tortrice del garofano – le larve del Lepidottero Cacoecia pronubana penetrano tra le foglie riunendole con fili sericei formando un nido nel quale si nutrono del parenchima fogliare, nel momento della fioritura le larve penetrano nei bottoni florali rovinando il fiore.
- Tripidi – gli attacchi degli adulti di Thripis flavus, Tripis tabaci e Heliothripis haemorrhoidalis, provocano punteggiature e deformazioni dei petali, in caso di gravi infestazioni si assiste alla mancata apertura dei bottoni florali.
- Acari – gli adulti del genere Tetranychus provocano finissime macchie biancastre.
- Anguillulosi radicale -  i nematodi del genere Meloidogyne producono galle sferiche confluenti e ammassate sulle parti ipogee della pianta, nel caso di infestazioni più lievi le galle sono isolate, provocando un rallentamento della vegetazione.
- Avvizzimento lento e nanismo – l'attacco batterico di Erwinia chrysanthemi provoca marciume basale e avvizzimento di talee e barbatelle, nelle piante adulte causa nanismo, vegetazione cespugliosa e lenta con avvizzimento finale.
- Funghi
  - Alternariosi del garofano – macchie bianche alla base delle foglie provocate da Alternaria dianthi
  - Avvizzimento – l'attacco delle specie Fusarium sp. e Verticillium cinerescens provocano avvizzimento e morte della pianta.
  - Carbone o occhio di pavone – la Heterosporium echinulatum provoca macchie tonde confluenti o isolate di colore scuro con un alone verde azzurrastro sulle parti epogee. In seguito dalle macchie si evidenzia una polvere nerastra formata dalle spore del fungo.
  - Fialoforosi – la Phialophora cinerescens provoca l'avvizzimento progressivo dei germogli laterali, che inghialliscono e seccano.
  - Rizottoniosi – la Rhizoctonia solani è causa di vegetazione stentata, foglie pallide, fusto legnoso con internodi corti.
  - Ruggine – l'attacco di Uromyces dianthi causa la formazione di pustole nero-rossastre di aspetto polverulento e contornate da un alone cloritico, su foglie e stelo.

## Riferimenti nella cultura
- "Garofano" è il nome del sedicesimo giorno del mese di Pratile del calendario rivoluzionario francese.
- Il garofano è simbolo di fedeltà in amore[4].
- Il garofano è stato il simbolo del Partito Socialista Italiano.[5]